# Sennen
Sennen – wieś w Anglii, w Kornwalii. Leży 13 km na południowy zachód od miasta Penzance i 424 km na zachód od Londynu. W 2001 miejscowość liczyła 829 mieszkańców.